# Chantier naval de La Ciotat
Le chantier naval de La Ciotat est l'un des plus grands chantiers navals en France. Situé à La Ciotat, dans les Bouches-du-Rhône, il ouvre en 1849 et ferme en 1989. Au début du XXIe siècle, le site industriel est réutilisé pour la maintenance des yachts de luxe.

## Histoire
C'est l'ouverture des premières lignes maritimes méditerranéennes qui lance la construction des navires à vapeur dans la région marseillaise. En 1835, le Ciotaden Louis Benet s'associe aux ingénieurs maritimes, les Vence, pour construire des navires à coque métallique à La Ciotat (et à propulsion à vapeur). En 1851, il appartient à la Compagnie des Messageries impériales qui deviendront en 1870 les Messageries maritimes. En 1916, il est cédé à la Société provençale de constructions navales, créée à cet effet. En janvier 1940, le groupe Terrin rachète la société et fonde les chantiers navals de La Ciotat.
La concurrence asiatique à bas coût des chantiers navals japonais, puis de la Corée du Sud, entraînera les premiers licenciements en 1978. Dernier coup du sort : le « Plan Davignon » (rapport à la Commission Européenne suggérant aux Etats membres de limiter à un seul par pays les grands chantiers navals ouvrant sur la mer). Pour la France, Saint-Nazaire est choisi, les chantiers de l'Atlantique alors détenus par Alsthom. 
Un plan de restructuration est tenté avec la Normed (Chantiers navals du Nord et de la Méditerranée) qui regroupe les Ateliers et chantiers de France (alors détenus par Schneider), la CNIM (Constructions Navales et Industrielles de la Méditerranée) de La Seyne-sur-Mer et les chantiers navals de La Ciotat. Malgré cela, la Normed dépose son bilan en 1986 et la fermeture des chantiers n'est pas évitée en 1989. 
Au total, de 1948 à 1987, 207 navires seront sortis des cales de la C.N.C.. Le dernier étant un porte-conteneurs, le Monterrey portant le numéro de coque 337, le 19 décembre 1987,. 
Entre 1988 et 1994, après plusieurs occupations du site par d'anciens salariés et de « plans de reprises avortés », la Semidep, société d'économie mixte, est créée en 1994,. Elle permet d'éviter que le site ne soit transformé en marina et qu'il conserve une activité industrielle plus modeste. 
Depuis 2007, le site est équipé pour l'entretien rapide des gros yachts de plaisance de luxe (notamment à la fin de l'été et en hiver), et possède, entre autres, la plus grande cabine à peinture d'Europe.
En 2017, la Semidep est renommée La Ciotat Shipyards. L'activité est désormais recentrée sur l'entretien de yachts de luxe : les « méga-yachts »,,. En 2021, selon Le Figaro,  La Ciotat Shipyards « gère une bonne centaine de yachts par an, soit un septième de la flotte mondiale ». Il emploie, en 2025, 1 500 personnes.

### Propriétaires
Les différentes sociétés :
- 1848-1916 : Compagnie des Services Maritimes des Messageries Nationales (renommée Messageries Impériales en 1853, pour devenir en 1871 la Compagnie des Messageries Maritimes) ;
- 1916-1940 : Société provençale de constructions navales ;
- 1940-1982 : Chantiers Navals de la Ciotat ;
- 1982-1987 : Normed.
- 1994-...  : La Ciotat Shipyards est une société publique locale. Créée à l’issue des accords de 1994, la Semidep[4],[11], renommée en 2017 La Ciotat Shipyards.

## Bateaux d'exception
- Narval
- Danube, 1854
- l’Ava, 1870
- Blois, 1970
- Atlantic Star, 1984, P&O
- Ville de La Ciotat, 1779 et 1892
- Alceste, 1825
- Bonaparte, 1847[12]
- Périclès, 1852
- Guienne, 1860[13]
- Impératrice, 1860
- Anadyr, 1874
- Chili, 1875
- Australien, 1890
- Laos, 1897
- Annam, 1899
- Atlantique, 1900
- André Lebon, 1915[14]
- SS Commissaire Ramel (en), 1921
- Mariette Pacha, 1925
- Mitydjien, 1949
- La Marseillaise, 1949